# 國瑀
國瑀（1462年—？），字朝佩，山東濟南府濱州人，軍籍，明朝政治人物。

## 生平
山東鄉試第四十五名舉人。成化二十三年（1487年）中式丁未科會試第三百三十四名，三甲第一百一十三名進士。

## 家族
曾祖國彥臣；祖父國思賢；父國文著，前母李氏；母王氏。慈侍下。兄寧。